# 데스 인 파라다이스
《데스 인 파라다이스》(영어: Death in Paradise)는 BBC One에서 2011년부터 방영 중인 영국과 프랑스 합작 범죄 추리 코미디 드라마 텔레비전 시리즈이다.